# Tricorythus
Tricorythus is een geslacht van haften (Ephemeroptera) uit de familie Tricorythidae.

## Soorten
Het geslacht Tricorythus omvat de volgende soorten:
- Tricorythus abyssinicus
- Tricorythus ambinintsoae
- Tricorythus discolor
- Tricorythus exophthalmus
- Tricorythus fuscata
- Tricorythus fyae
- Tricorythus goodmani
- Tricorythus jeannae
- Tricorythus lanceolatus
- Tricorythus latus
- Tricorythus longus
- Tricorythus pierrei
- Tricorythus poincinsi
- Tricorythus reticulatus
- Tricorythus rolandi
- Tricorythus sylvestris
- Tricorythus tinctus
- Tricorythus variabilis
- Tricorythus varicauda
- Tricorythus vulgaris